# Carnegie libraries
Carnegie libraries – sieć ponad 2500 publicznych bibliotek ufundowanych przez amerykańskiego biznesmena szkockiego pochodzenia Andrew Carnegie.

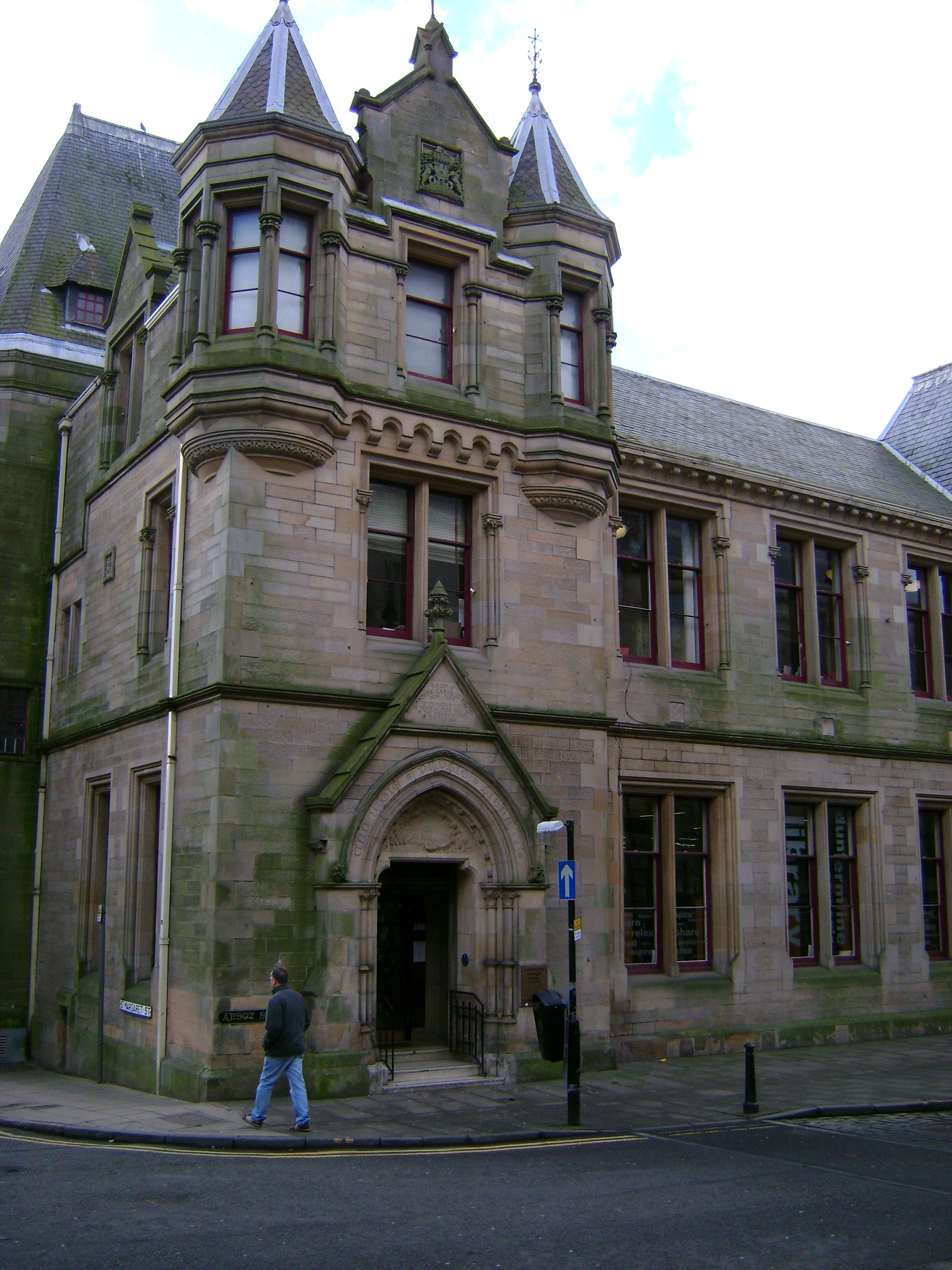
Budynek pierwszej biblioteki ufundowanej przez Andrew Carnegie w rodzinnym mieście Dunfermline

## Historia
Biblioteki powstawały w latach 1893–1919. Pierwsza biblioteka została wybudowana w mieście Dunfermline w Szkocji, w 1883 r. Podobnie jak w pozostałych obiektach nad wejściem znajduje się motto „Niech stanie się światłość”. Pierwsza biblioteka w Stanach Zjednoczonych powstała w Pensylwanii w Allegheny. W mieście tym mieszkał po przyjeździe do USA Andrew Carnegie. Biblioteka w Bridgetown na Barbados była pierwszą biblioteką Carnegie, która powstała poza terytorium Wielkiej Brytanii i Ameryki Północnej. Biblioteka funkcjonowała w tym budynku do sierpnia 2006 roku, gdy musiano ją przenieść z powodu złego stanu technicznego budynku. Pomimo obietnic władz do 2010 roku stary budynek nie został wyremontowany. 7 listopada 1917 roku realizacja programu została zakończona z powodu przystąpienia Stanów Zjednoczonych do wojny. Fundacja działała jeszcze przez kilka lat wspierając powstawanie bibliotek na które już została wypłacona dotacja.

## Lokalizacja bibliotek
Większość bibliotek powstało w Stanach Zjednoczonych i Wielkiej Brytanii. Prośby o wsparcie w budowie bibliotek wysyłały również kolonie. Dzięki fundacji powstały nowe biblioteki w: Barbados (1903), St.Lucia (1916), Dominika (1905), Saint Vincent (1906), Trinidad (1914) i Gujanie (1906). W Nowej Zelandii w latach 1908–1916 została sfinansowana budowa 18 bibliotek.